# Quinnen Williams
Quinnen Williams (nacido el 5 de diciembre de 1997) es un tackle defensivo de fútbol americano de los New York Jets de la National Football League (NFL). Jugó fútbol americano universitario en Alabama Crimson Tide y fue seleccionado por los Jets con la tercera selección general en el Draft de la NFL de 2019 . Es el hermano menor de su compañero de equipo de los Jets, el apoyador Quincy Williams .

## Primeros años
Williams asistió a la escuela secundaria Wenonah en Birmingham, Alabama. Su madre falleció de cáncer de mama en 2010.  Fue calificado como un prospecto de cuatro estrellas y el 17.º mejor tackle defensivo del país para la generación de 2016 por 247Sports Composite .  Williams originalmente se comprometió con la Universidad de Auburn para jugar fútbol americano universitario, pero terminó jugando para la Universidad de Alabama el 30 de junio de 2015.  

## Carrera universitaria
Después de vestirse con camiseta roja en su primer año en Alabama en 2016, Williams jugó en los 14 juegos como estudiante de primer año con camiseta roja en 2017, registrando 20 tacleadas y dos capturas.    Tuvo dos tacleadas en la victoria del Campeonato Nacional de Playoffs de Fútbol Universitario de 2018 sobre los Georgia Bulldogs.
Williams fue nombrado guardia nariz titular antes del primer partido de la temporada 2018 de Alabama contra Louisville .  Representó seis tacleadas en total y 3,5 tacleadas por pérdida en el juego y fue nombrado jugador de la semana de la línea co-defensiva de la SEC .  En una victoria sin anotaciones del rival contra LSU el 3 de noviembre, Williams tuvo 10 tacleadas totales, 3,5 para pérdida y 2,5 capturas, y fue nombrado Jugador Defensivo Nacional de la Semana Walter Camp y Jugador Defensivo de la Semana de la SEC. 
Después de su segunda temporada con la camiseta roja, Williams fue nombrado unánimemente All-American del primer equipo y All-SEC del primer equipo . Fue galardonado con el Trofeo Outland como el mejor liniero interior del país. Sus 20 placajes para pérdida empataron en el segundo lugar en la SEC y sus ocho capturas empataron en el quinto lugar en la conferencia. 
El 11 de enero de 2019, Williams anunció que renunciaría a los dos años restantes de elegibilidad y entraría en el Draft de la NFL de 2019. 

### Estadísticas universitarias
| Temporada | Equipo  | GP | Entradas    | Entradas    | Entradas    | Entradas    | Entradas    | Intercepciones | Intercepciones | Intercepciones | Intercepciones | Intercepciones | Balones sueltos | Balones sueltos | Balones sueltos | Balones sueltos |
| Temporada | Equipo  | GP | Solo        | Ast         | cmb         | TfL         | sck         | Int            | Yardas         | Promedio       | DT             | PD             | FR              | Yardas          | DT              | FF              |
| --------- | ------- | -- | ----------- | ----------- | ----------- | ----------- | ----------- | -------------- | -------------- | -------------- | -------------- | -------------- | --------------- | --------------- | --------------- | --------------- |
| 2016      | Alabama | 0  | Camisa roja | Camisa roja | Camisa roja | Camisa roja | Camisa roja | Camisa roja    | Camisa roja    | Camisa roja    | Camisa roja    | Camisa roja    | Camisa roja     | Camisa roja     | Camisa roja     | Camisa roja     |
| 2017      | Alabama | 14 | 11          | 9           | 20          | 6.5         | 2.0         | 0              | 0              | 0.0            | 0              | 0              | 0               | 0               | 0               | 0               |
| 2018      | Alabama | 15 | 45          | 26          | 71          | 19.5        | 8.0         | 0              | 0              | 0.0            | 0              | 1              | 0               | 0               | 0               | 0               |
| Total     | Total   | 29 | 56          | 35          | 91          | 26          | 10.0        | 0              | 0              | 0.0            | 0              | 1              | 0               | 0               | 0               | 0               |
| Fuente:   |         |    |             |             |             |             |             |                |                |                |                |                |                 |                 |                 |                 |

## Carrera profesional
| Medidas pre-draft                | Medidas pre-draft | Medidas pre-draft | Medidas pre-draft   | Medidas pre-draft   | Medidas pre-draft   | Medidas pre-draft | Medidas pre-draft |
| Altura                           | Peso              | Longitud de brazo | Carrera a 40 yardas | Carrera a 10 yardas | Carrera a 20 yardas | Salto vertical    | Salto a lo ancho  |
| -------------------------------- | ----------------- | ----------------- | ------------------- | ------------------- | ------------------- | ----------------- | ----------------- |
| 1.91 m                           | 137 kg            | 0.84 m            | 4.83 s              | 1.67 s              | 2.80 s              | 0.77 m            | 2.84 m            |
| Todos los valores de NFL Combine |                   |                   |                     |                     |                     |                   |                   |

Williams fue seleccionado por los New York Jets con la tercera selección general en el Draft de la NFL de 2019 .  El 25 de julio de 2019, Williams acordó un contrato de cuatro años con los Jets por valor de 32,5 millones de dólares con un bono por firmar de 21,6 millones de dólares y una opción de renovación para un quinto año.

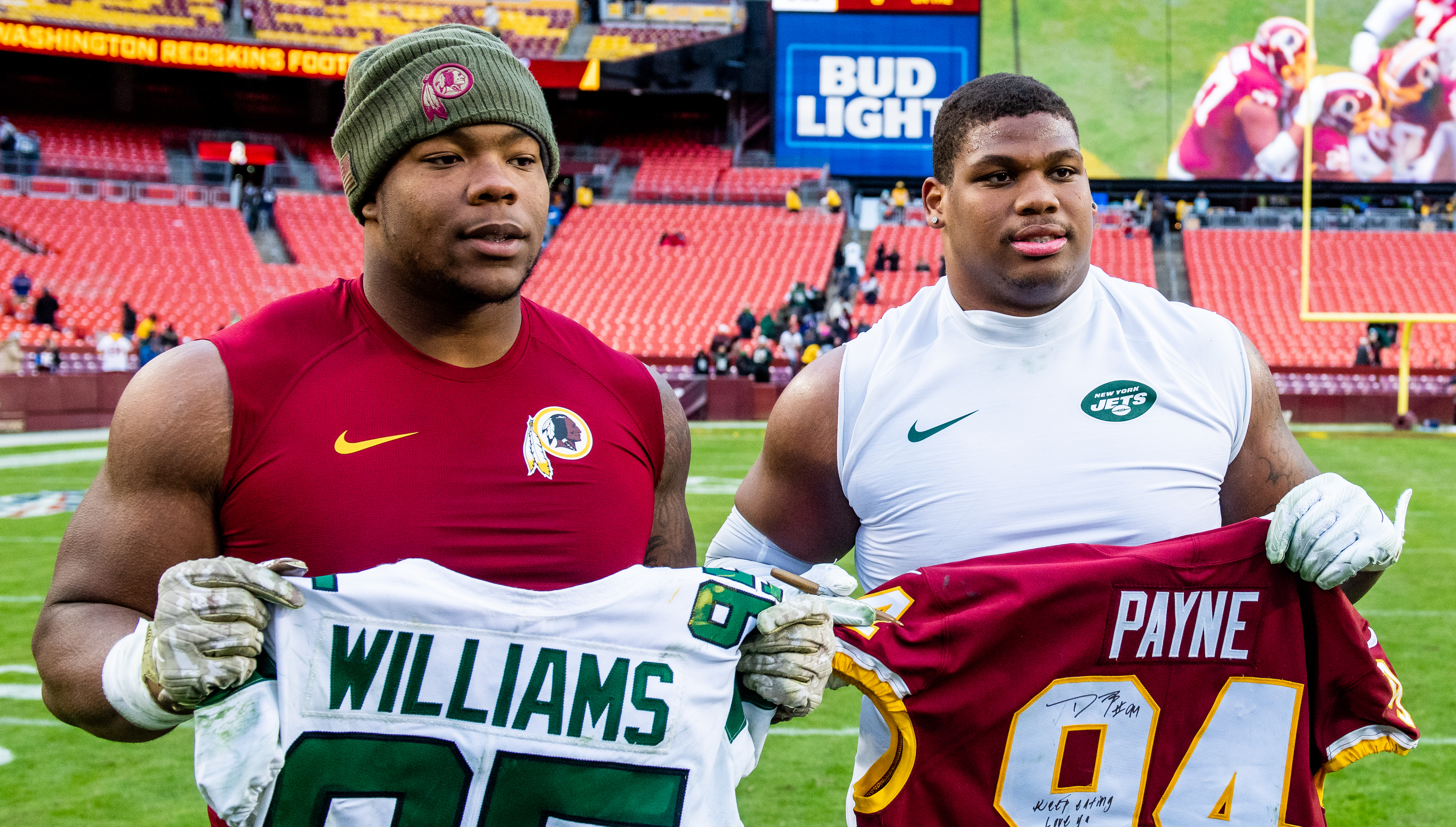
Williams (derecha) y el tackle defensivo de los Washington Redskins, Daron Payne, intercambian camisetas después de un juego de 2019.

El 26 de agosto de 2019, Williams fue multado con 21.056 dólares por un golpe tardío a Matt Schaub en el segundo partido de pretemporada contra los Atlanta Falcons. 

### 2019
Williams jugó su primer partido de temporada regular el 8 de septiembre de 2019 contra los Buffalo Bills, no obstante, no registró ninguna estadística y abandonó el partido en el tercer cuarto debido a una lesión causada en el tobillo. En la Semana 9 contra los Miami Dolphins, Williams registró la primera captura de su carrera deportiva como profesional sobre Ryan Fitzpatrick en la derrota 26-18.  En la Semana 10 contra los New York Giants, Williams registró la primera recuperación de un balón suelto de su carrera profesional, asegurando un balón perdido por Golden Tate en la última jugada del juego en la victoria de los Jets por 34-27. En la semana 16 contra los Pittsburgh Steelers, Williams registró su segunda captura de la temporada en la victoria de los Jets por 16-10, siendo esta su última entrada de lo que resta de temporada. En general, Williams terminaría su temporada de novato con 28 placajes, 2,5 capturas y 1 recuperación de balón suelto en sus 13 partidos jugados para los New York Jets.

### 2020
En la Semana 2 de la temporada 2020 como jugador de los New York Jets contra los 49ers de San Francisco, Williams registró sus dos primeras capturas de la temporada durante la derrota 31-13. El 10 de octubre, Williams fue multado con de 25.000 dólares por dos faltas personales que cometió en la Semana 4 contra los Denver Broncos. En la semana 12 contra los Miami Dolphins, Williams registró 1,5 capturas sobre Ryan Fitzpatrick y forzó un balón suelto al corredor Matt Breida que fue recuperado por los Jets durante la derrota por 20-3.  El 23 de diciembre de 2020, Williams fue colocado en la lista de reservas de lesionados, lo que le hizo perderse los dos últimos partidos de la temporada 2020.  Recibió un voto All-Pro para la temporada 2020. 

### 2021
El 4 de mayo de 2021, se reveló que a Williams le habían diagnosticado una pequeña fractura en el pie. Fue operado tres días después. 
El 4 de octubre, en un juego contra los Tennessee Titans, Quinnen y su hermano Quincy, quien se unió a los Jets a principios de esa temporada, jugando así los dos hermanos en el mismo equipo, hicieron historia en la NFL al registrar cada uno una captura en la victoria.

### 2022
Los Jets ejercieron la opción de quinto año de continuidad de contrato de Williams el 26 de abril de 2022.  En la Semana 6, Williams llevó a cabo cinco tackles, dos capturas, un balón suelto forzado y un gol de campo bloqueado en la victoria 27-10 sobre los Green Bay Packers, ganando el premio al Jugador Defensivo de la Semana de la AFC. 

### 2023
El 13 de julio de 2023, Williams firmó una extensión de contrato por cuatro años y 96 millones de dólares con los Jets; de los cuales 66 millones garantizados. 

## Estadísticas de carrera en la NFL
| Año     | Equipo  | Juegos | Juegos | Entradas | Entradas | Entradas | Entradas | balones sueltos | balones sueltos | balones sueltos | balones sueltos | Intercepciones | Intercepciones | Intercepciones | Intercepciones | Intercepciones | Intercepciones |
| Año     | Equipo  | GP     | GS     | cmb      | Solo     | Ast      | sck      | FF              | FR              | YdS             | DT              | PD             | Int            | Yds            | Promedio       | Lng            | TD             |
| ------- | ------- | ------ | ------ | -------- | -------- | -------- | -------- | --------------- | --------------- | --------------- | --------------- | -------------- | -------------- | -------------- | -------------- | -------------- | -------------- |
| 2019    | NYJ     | 13     | 9      | 28       | 15       | 13       | 2.5      | 0               | 1               | 0               | 0               | 1              | —              | —              | —              | —              | —              |
| 2020    | NYJ     | 13     | 13     | 55       | 32       | 23       | 7.0      | 2               | 0               | 0               | 0               | 3              | —              | —              | —              | —              | —              |
| 2021    | NYJ     | 15     | 15     | 53       | 36       | 17       | 6.0      | 0               | 0               | 0               | 0               | 3              | —              | —              | —              | —              | —              |
| 2022    | NYJ     | 16     | 16     | 55       | 35       | 20       | 12.0     | 2               | 1               | 12              | 0               | 4              | —              | —              | —              | —              | —              |
| 2023    | NYJ     | 4      | 4      | 16       | 11       | 5        | 0,5      | 0               | 1               | 0               | 0               | 1              | —              | —              | —              | —              | —              |
| Carrera | Carrera | 61     | 57     | 207      | 129      | 78       | 28.0     | 4               | 3               | 12              | 0               | 12             | 0              | 0              | 0.0            | 0              | 0              |

## Vida personal
En medio de la pandemia de COVID-19 en abril de 2020, Williams donó comidas saludables a profesionales médicos en primera línea en Nueva Jersey.  Williams a su vez ayudó a regalar más de 10.000 cajas de frutas y verduras para los necesitados en el Historic Legion Field en Birmingham, Alabama. Este evento fue realizado por el exjugador de fútbol de la Universidad de Alabama, Chris Rogers, quien creó la organización sin fines de lucro Together Assisting People (TAP). 